# Tautomère
 (février 2019).

L'équilibre céto-énolique, un exemple de tautomérie.

Les tautomères sont des couples d'isomères de fonction interconvertibles par la réaction chimique réversible appelée tautomérisation. Dans la plupart des cas, la réaction se produit par migration d'un atome d'hydrogène accompagnée d'un changement de localisation d'une double liaison,. 
Dans une solution d'un composé capable de tautomérisation, un équilibre entre les deux tautomères se crée. Le rapport entre tautomères est fonction du solvant, de la température du pH et de la pression.
La tautomérie est la transformation d'un groupe fonctionnel en un autre, le plus souvent par déplacement concomitant d'un atome d'hydrogène et d'une liaison π (liaison double ou triple). Contrairement à la mésomérie, les liaisons σ (liaisons simples) peuvent être déplacées avec le proton. Les prototropies ne sont pas des tautoméries, elles n'induisent pas un remaniement du système π et l'hydrogène ne provient pas forcément de la même molécule (solvant)[pas clair].
La tautomérisation est catalysée par :
- les bases, le mécanisme se décompose en :

1. Une déprotonation ;
2. La formation d'un anion délocalisé ;
3. La protonation à un autre endroit de l'anion ;

- ou les acides, le mécanisme se décompose en :

1. Une protonation ;
2. La formation d'un cation délocalisé ;
3. La déprotonation à un autre endroit du cation.

Des tautomères courants sont :
- aldéhydes / cétones - alcools ou plus précisément énol : l'acétone par exemple ;
- amides - acides imidiques : l'hydrolyse du nitrile ;
- lactames - lactimes : les tautomérismes des bases nucléiques de l'ADN et de l'ARN : uracile, guanine, thymine et cytosine ; l'adénine fait figure d'exception et ne présente pas de forme lactime ;
- imines - énamines ;
- énamines - énamines.